# Carlos Colorado Vera
Carlos Colorado Vera (Sánchez Magallanes, Cárdenas, Tabasco, 7 de enero de 1934-Cuautitlán Izcalli, Estado de México, 25 de abril de 1986) fue un músico y compositor mexicano. Se desempeñó como trompetista y fue fundador de la agrupación musical La Sonora Santanera. 

## Biografía y carrera

### 1934-1955: primeros años
Carlos Colorado Vera nació el 7 de enero de 1934 en Sánchez Magallanes, Cárdenas, Tabasco, siendo hijo de José Piedad Colorado Ortega y de Carmen Vera Peralta. Su familia, de clase media, gozaba de una buena estabilidad económica, hasta que su padre falleció cuando él era pequeño. Este hecho cambió drásticamente su panorama familiar, ya que pasaron a sufrir de problemas financieros. Gracias a su gusto por el grupo de músicos cubanos de La Sonora Matancera, e inspirado por su abuelo materno Guatimotzin Vera, Colorado persiguió una carrera como músico filarmónico. En su lugar de origen, formó su primer conjunto musical llamado «Son Juvenil». Posteriormente, junto a su madre y hermanos, se trasladó a Ciudad de México en los años cincuenta.

### 1955-1985:La Sonora Santanera
Ya establecidos en la ciudad, se adentró a estudiar trompeta clásica y conoció en la escuela de música de Bellas Artes a José Muñoz, Ernesto Domínguez y David Quiroz, siendo este último quien le sugirió a Carlos formar su propio conjunto musical, y, con varios jóvenes de la colonia Valle Gómez, en mayo de 1955 formalizó el conjunto «La Tropical Santanera».
En 1959, el actor y comediante Jesús Martínez «Palillo», los invitó a trabajar en el teatro Folies Bergère. Ahí, abordó a Colorado para proponerle cambiar el nombre de su grupo, diciéndole, «qué le parece, si mejor le pone «La Sonora Santanera», y así, tenemos Sonora Santanera mexicana y Sonora Matancera cubana», sugerencia a la cual accedió. En una de sus presentaciones en el teatro Folies, conocieron a José de Jesús Hinojosa, compositor y director artístico de la compañía disquera «CDS Colombia» quien los invitó a grabar su primer disco, con un tema del cantante y compositor yucateco Carlos Lico, «La boa», que se convirtió en su primer gran éxito de la Sonora Santanera.
Aunque el tema de La boa ya había sido grabado por el grupo «Los Pao», del cual pertenecía el propio compositor Carlos Lico, la versión de la Sonora Santanera fue un éxito musical desde el primer momento, los notables arreglos de Carlos Colorado y las voces inconfundibles de sus tres cantantes Andrés Terrones, Juan Bustos y Silvestre Mercado hicieron que la Sonora adquiriera una personalidad propia. Temas como «Y me quedé sin ti», «Lo siento por ti», «El botones», «Sombrita de cocales», «Amor de cabaret», «Ya te conocí», y «Mi razón», obtuvieron buena recepción pública.
En 1961, su agrupación asistió a presentarse en un baile escolar donde conocieron a una joven estudiante llamada Sonia López, quien se animó a cantar con ellos. Colorado se percató de sus habilidades vocales, por lo que la invitó a unirse al grupo. López aceptó y permaneció una temporada con ellos, antes de abandonarlos para perseguir una carrera como solista. Cerca de estas fechas, contrajo matrimonio con Yolanda Almazán Ortiz, con quien procreó dos hijos, Carlos, nacido en 1964, y Norma Colorado Almazán. Por el nacimiento de su primer hijo, compuso la canción «Latosito», mientras que a su hija le dedicó el tema «musita». El gran recibimiento que tuvo junto a su grupo le permitió aparecer en algunas películas de su época, como La edad de la violencia (1964), Bellas de noche (1975), Las ficheras (1977), y Mojado de nacimiento (1981).

### 1985-1986: luchas personales
El 21 de abril de 1985, su hijo falleció a los 21 años de edad, en un accidente automovilístico. A principios de 1986, aún en duelo por el fallecimiento de su hijo, le compartió a sus conocidos que mientras dormía tenía sueños en los que este se le aparecía y lo abrazaba. Lo mencionado le hizo pensar que estas manifestaciones eran un tipo de premonición que le anunciaban que su muerte también estaba cerca.

## Muerte
El 25 de abril de 1986, mientras se dirigía junto a su agrupación a la Feria de San Marcos, en Aguascalientes, el autobús en el que viajaban fue impactado por el vagón de una pipa de gas. Lo anterior provocó una volcadura fatal cerca de la colonia Jardines de la Hacienda, en Cuautitlán Izcalli, Estado de México, en el kilómetro 37 de la carretera México-Querétaro. En el impacto, Colorado recibió un fuerte golpe en la sien con el parabrisas del vehículo. Fue trasladado a la Cruz Roja Mexicana Delegación Cuautitlán Izcalli, donde falleció a los 52 años de edad, a causa de un traumatismo craneoencefálico. Su cuerpo fue enterrado junto al de su hijo en el panteón Jardines del Recuerdo, ubicado en la ciudad de Tlalnepantla, localizada en el mismo estado.

## Legado
El 11 de febrero de 2024, Marti Batres, el Jefe de Gobierno de Ciudad de México incumbente, declaró a su agrupación como «patrimonio cultural vivo de la ciudad» en homenaje a sus 70 años de actividad musical.